# آنجلی بایانی
آنجلی بایانی (انگلیسی: Angeli Bayani؛ زادهٔ فیلیپین) یک هنرپیشه از اهالی فیلیپین است. این هنرپیشهٔ زن، ببشتر برای بازی در فیلم‌های مستقل و مطرح کارگردان فیلیپینی، لاو دیاز، نظیر مالیخولیا (۲۰۰۸) و نورته، پایان تاریخ (۲۰۱۳) شناخته شده‌است. او همچنین در فیلم محصول سنگاپور و برندهٔ جایزهٔ دوربین زرین به نام  ایلو ایلو  (۲۰۱۳) ساختهٔ آنتونی چن، حضور داشت. وی برای حضور در همین فیلم در نقش تِری، در جشنواره فیلم آسیا پاسیفیک، نامزد جایزه شد.
بایانی از سال ۲۰۰۳ میلادی تاکنون مشغول فعالیت بوده‌است.